# Bitskey Tibor
Bitskey Tibor (Rákoskeresztúr, 1929. szeptember 20. – Budapest, 2015. február 2.) a Nemzet Színésze címmel kitüntetett, Kossuth- és kétszeres Jászai Mari-díjas magyar színművész, érdemes művész.

## Élete
Bitskey Lajos és Altziebler Erzsébet gyermekeként született. 12 éves koráig Rákoskeresztúron élt. A Bulyovszky utcai elemi iskolában fedezték fel nagyszerű versmondó tehetségét. A színjátszással nagybátyja, Altziebler Pál zeneszerző, karmester és hegedűművész kis színtársulatában ismerkedhetett meg.
A Színművészeti Főiskolát 1953-ban végezte el, de már 1951-től a Magyar Néphadsereg Színházának ösztöndíjasa volt. 1959–1964 között a Nemzeti Színház, majd 1974-ig a Vígszínház tagjaként játszott. 1974 és 1996 között a Thália, illetve az Arizona Színház vezető művészeként szerepelt.
Megjelenése, szép orgánuma hősszerepek megformálására tették alkalmassá. Színpadi alakításain kívül számos filmben és tévéjátékban is szerepelt.
Filmszerepei közül a Várkonyi Zoltán rendezte három Jókai-filmre: A kőszívű ember fiaira (1965), az Egy magyar nábobra (1966) és a Kárpáthy Zoltánra (1966) emlékezett szívesen.
2007-ben megkapta a Budapest XVII. kerülete díszpolgára címet.
2012. január 22-én Hódmezővásárhelyen átvehette a Bessenyei-díjat.
2013. március 15-én a Magyar Érdemrend középkeresztjével tüntették ki.
2014. szeptember 29-én, Avar István és Sztankay István halála után Cserhalmi Györggyel együtt a nemzet színésze lett.
Bitskey Tibor 2015. február 2-án rövid betegségben hunyt el. Az Emberi Erőforrások Minisztériuma, a Nemzeti Színház, a Szolnoki Szigligeti Színház és Budapest II. kerülete saját halottjának tekintette. Búcsúztatására február 27-én a Zugligeti Szent Család Plébániatemplomban, evangélikus szertartás szerint került sor, szűk családi és baráti körben. A szertartáson legközelebbi barátai, pályatársai: Balázs Péter és Mécs Károly is részt vettek.

## Színpadi szerepek
- Csirszkov: Győztesek... Krivenko segédtisztje
- Sándor Kálmán: A harag napja... vöröskatona
- Vailland: Foster ezredes bűnösnek vallja magát... partizánparancsnok
- Edmond Rostand: Cyrano de Bergerac... Cyrano
- Lavrenyov: Leszámolás... Panov, a bolsevikok balti központjának tagja
- Gyárfás Miklós: Forr a világ... Tóth Ferenc
- Kárpáthy Gyula: Zrínyi... ifjú protestáns nemes
- Kipphardt: Shakespeare kerestetik... Raban
- Gyárfás Miklós: Koratavasz... Takács János
- George Bernard Shaw: Szent Johanna... Cauchon, Beauvais püspöke, Duonois, La Hire kapitány
- Karel Čapek: Fiaim... Gyurka
- Hollós Korvin Lajos: Hunyadi... Dugovics Titusz
- William Shakespeare: A makrancos hölgy... Petrucchio; Lucentio
- Ifj. Alexandre Dumas: A kaméliás hölgy... Armand Duval
- Illés Endre–Vas István: Trisztán... Trisztán
- Stejn: Hotel Astoria... Zsemcsugov
- George James: Robin Hood... Robin Hood
- Kohout: Ilyen nagy szerelem... Milán
- Mesterházi Lajos: Pesti emberek... László
- Arisztophanész: Lysistraté... Lykón
- Illés Béla: Szivárvány... Csikós Zoltán
- Jurandot: Harmadik csengetés... Roman
- Kós Károly: Budai Nagy Antal... Vajdaházy Pál
- Bornemisza Péter: Magyar Elektra... Oresztész, a prológust mondja
- Shakespeare: Antonius és Kleopátra... Octavius, Lepidus
- Shakespeare: Sok hűhó semmiért... Claudio
- Mesterházi Lajos: Üzenet... Sándor
- Madách Imre: Az ember tragédiája... Gábor arkangyal; Ádám; ékszerárus; Plátó
- Arbuzov: Irkutszki történet... A kórus tagja
- Csiky Gergely: Mákvirágok... Darvas Károly
- Jékely Zoltán: Mátyás király juhásza... Mátyás király
- Lev Tolsztoj: Élő holttest... Karenyin
- Aiszkhülosz: A leláncolt Prométheusz... Csúsingura, Prométheusz
- Arthur Miller: A Salemi boszorkányok... Proctor John
- Bertolt Brecht: Galileo élete... Ludovico Marsili
- Szophoklész: Oidipusz király... Kreón
- Vörösmarty Mihály: Csongor és Tünde... Csongor; fejedelem
- Lope de Vega: Furfangos menyasszony... Lucindo
- Petőfi Sándor: Az apostol... Szilveszter
- Shakespeare: Julius Caesar... Octavius Caesar
- Pierre Corneille: Cid... Don Rodrigo
- Móricz Zsigmond: Nem élhetek muzsikaszó nélkül... Balázs
- Darvas József: Részeg eső... András
- Shakespeare: Lear király... Edgar
- Lev Tolsztoj: Anna Karenina... Vronszkij
- Arthur Miller: Közjáték Vichyben... őrnagy
- Fjodor Dosztojevszkij: A Karamazov testvérek... Dimitrij
- Euripidész: Trójai nők... Poszeidon
- Radzinszkij: Filmet forgatunk... Nyecsájev
- Heltai Jenő: Néma levente... Agárdi Péter
- Brecht: Egy fő az egy fő... Csinifiú
- Inge: Egy éjszaka Kansasban... Bo
- Tennessee Williams: Macska a forró tetőn... Brick
- Knott: Éjszakai telefon... Tony
- Shakespeare: Vízkereszt, vagy amit akartok... Orsino
- Jean-Paul Sartre: Altona foglyai... Werner von Gerlach
- Bruckner: Angliai Erzsébet... Northumberland
- Gyárfás Miklós: Két Júlia... Torday László
- Sükösd Mihály: A kívülálló... Vancsura
- Ortutay Gyula-Kazimir Károly: Kalevala... Vejnemöjnen
- Thurzó Gábor: Meddig lehet angyal valaki... Szeredás
- Szabó György: Napóleon és Napóleon... Kabay
- John Milton: Elveszett paradicsom... sátán
- Illyés Gyula: Tiszták... Mirepoix Péter
- Eugene O’Neill: Eljő a jeges... Chuck Morello
- Joseph Heller: Irány New Heaven... Starkey
- Sarkadi Imre: Ház a város mellett... Simon
- Móra Ferenc–Kárpáthy: Aranykoporsó... Diocletianus császár
- Galambos Lajos: Fegyverletétel... Ottó Herzberg főhadnagy
- Hegedüs Géza: Versenyt a szelekkel... Janus Pannonius
- Takeda-Miyosi-Namiki: Csusingura... Juranoszka
- Vampilov: Kaland a főmetőrrel... Kamajev
- Eörsi István: Széchenyi és az árnyak... Kossuth Lajos
- Kazimir-Ortutay: Ezeregyéjszaka... démon
- László-Bencsik Sándor: Történelem alulnézetben... Vidróczky
- Mihail Bulgakov: Emberi sorsok... Sibalok
- László-Bencsik Sándor: Anyaföld... pilóta
- Malraux: A remény... Vargas
- Katona József: Bánk bán... Myska bán; Bánk bán
- Mesterházi Lajos: A Prométheusz rejtély... Héraklész
- François Rabelais: Gargantüa és Pantagrüel... Gargantüa
- Mihail Bulgakov: Színházi regény... Bombardov
- Czakó Gábor: Gang... Dániel
- Longfellow: Hiawata... Kwezind
- Gobby Fehér Gyula: A budaiak szabadsága... érsek
- Edward Albee: Állatkerti történet... Peter
- Graham Greene: Komédiások... Concasseur
- Simonffy András: A japán szalon... Dálnoki Miklós Béla
- Kassák Lajos: Egy ember élete... I. forradalmár
- Sztratiev: Velúrzakó... liftbeszorult
- Hochhuth: Jogászok... Hämmerling
- George Bernard Shaw: Vissza Matuzsálemhez... idős úr
- Cseres Tibor: Parázna szobrok... Thormay Béla
- Hofmannsthal: Akárki... Sátán
- Illyés Gyula: Fáklyaláng... Kossuth
- Kazimir Károly: Szép asszonyok egy gazdag házban... Hszi Men Csing
- Mezei András: Magyar kocka... Markos Ferenc
- Verebes István: Kettős ünnep... Kovács
- Pelle János: Casanova... Csáky Miklós
- Németh László: Harc a jólét ellen... Varga Antal
- Tamás István: A pápa és a császár... Fresch
- Misarin: Ezüstlakodalom... Goloscsapov Kronyid Zaharovics
- Szophoklész: Antigoné... Kreón
- Arisztophanész: Gazdagság... Chremylosz
- Metta V. Victor: Egy komisz kölök naplója... Papa
- Tamási Áron: Ördögölő Józsiás... Bakszén
- Salacrou: Túltisztességes hölgy... Georges
- Tersánszky Józsi Jenő: Kakuk Marci... Bojnyik
- Simon Tamás: Don Juan... Parancsnok
- Emőd-Török: Ipafai lakodalom... Borzsák János
- Móricz Zsigmond: Légy jó mindhalálig... Pósalaky úr
- Lessing: Bölcs Náthán... Szaladin szultán
- George Bernard Shaw: Segítség! Orvos!... Sir Ralph Bloomfield Benington
- Páskándi Géza: Tornyot választok... Doby László
- Tamási Áron: Hegyi patak... Geges Ciprián
- Chiara: Jöjjön el egy kávéra hozzánk... Raggi doktor
- Németh László: A két Bolyai... Bolyai Farkas
- Bertolt Brecht–Kurt Weill: Koldusopera... Strici
- Billy Wilder: A mi kis városunk... Gibbs doktor
- Fejes Endre: Rozsdatemető... Seress Sándor
- Márai Sándor: A kassai polgárok... János mester
- Sík Sándor: István király... István király
- Garay János: Háry János... Ferenc császár
- Nagy András: Don Juan, a sevillai, a kővendég és a szédelgő... Komtur
- Illyés Gyula: A különc... Teleki László
- Németh László: Galilei... Castelli
- Henrik Ibsen: Peer Gynt... Gomböntő
- Herczeg Ferenc: A híd... József nádor
- Graham Greene–Giles Havergal: Utazás nénikémmel... Visconti
- Jean Anouilh: Becket vagy Isten becsülete... londoni püspök
- Friedrich Dürrenmatt: A fizikusok... Herbert Georg Beutler
- Németh László: Nagy család... Szilasi tanár úr
- Nyirő József: A próféta... Moises ben Mochem
- Hubay Miklós: Egy faun éjszakája, avagy hová lett a rózsa lelke?... Wilson, amerikai elnök
- Szabó Magda: Szent Bertalan nappala... Udvaros, házicseléd
- Hunyady Sándor: Feketeszárú cseresznye... Kispál
- Shakespeare: Rómeó és Júlia... Az öreg Capulet
- Molnár Ferenc: Liliom...Öreg rendőr, kapitány

## Filmjei

### Játékfilmek
- Morzsa Mari (1952, rövid játékfilm) – Orbán Feri
- Semmelweis (1952) – Diák
- A harag napja (1953)
- Föltámadott a tenger 1-2. (1953)
- Hajdu István igazsága (1953, rövid játékfilm) – Ifj. Hajdu István
- Kiskrajcár (1953) – Madaras Jóska falubelije
- Megvédem népünk otthonát (1953, rövid játékfilm)
- Rákóczi hadnagya (1953) – Bornemissza János hadnagy
- Egy pikoló világos (1955) – Kincse Marci
- Különös ismertetőjel (1955)
- Tegnap (1958) – Csendes Imre főhadnagy
- Légy jó mindhalálig (1960) – Gyéres
- Rangon alul (1960) – Jóska, a vita egyik oka
- Virrad (1960) – Csendes főhadnagy
- Fogadás (1960, rövid játékfilm)
- Dúvad (1961) – Gál Jani
- Párbeszéd (1963) – Színész
- Germinal (1963)
- A kőszívű ember fiai 1-2. (1964) – Baradlay Ödön
- Egy magyar nábob (1966) – Kis Miska
- Kárpáthy Zoltán (1966) – Kis Miska
- Egy nap a paradicsomban (1967) – Gyömrei
- Egri csillagok 1-2. (1968) – Mekcsey István
- Niet inej cesty (1968)
- A gyilkos a házban van (1970)
- Szemtől szembe (1970) – Gyukits Dezső
- Szerelem (1970) – Feri
- Szerelmi álmok – Liszt (1970)
- A szerelem határai (1973) – Dr. Varga
- A néma dosszié (1977) – Kovács Pál, mérnök
- Az erőd (1978) – Wagner
- Vuk (1981, rajz-játékfilm) – Mesélő (hang)
- Idő van (1985) – Laci Bodor
- Banánhéjkeringő (1987) – Bregyán alezredes
- Napló szerelmeimnek (1987)
- Túsztörténet (1989) – Apa
- Napló apámnak, anyámnak (1990)
- Melodráma (1991) – Pista bá
- Bűvös vadász (1994) – Surgeon
- Honfoglalás (1996) – Előd vezér
- Sobri (2002) – Kopátsy József főbíró
- Kire ütött ez a gyerek? (2003, rövid játékfilm) – Nagypapa
- Illúziók (2009) – Nagypapa

### Tévéfilmek, televíziós sorozatok
- Epeios akció (1963) – Pirrhus
- Hétköznapi történet (1966)
- A százegyedik szenátor (1967) – Tom Harrow
- Mondd a neved (1967) – Ljapin
- Türelmetlen szeretők (1968) – Gyurka
- Kalevala (1969)
- Kedd, szerda, csütörtök (1970) – Deső Kálmán
- Tisztújítók (1970) – Farkasfalvy
- Tizennégy vértanú (1970) – Kiss Ernő
- Képzelt beteg (1971) – Béralde
- Egy óra múlva itt vagyok… (1971)
- A fekete város 1-7. (1971) – Görgey János, Pál öccse (a regényben a bátyja)
- Híres szökések (1972) – Bercsenyi
- Az összeesküvés (1973) – Antonius
- Lauterburg városparancsnoka (1973) – Ljubencov alezredes
- Velünk kezdődik minden (1973) – Grafikus
- Zrínyi 1-3. (1973) – Zrínyi Péter
- Az ezeregyéjszaka meséi (1974)
- Kalevala (1974)
- Pásztor és kutyája (1974)
- Pocok, az ördögmotoros 1-4. (1974)
- Vacsora a hadiszálláson (1974) – Kiss Ernő
- A játszma 1-3. (1977)
- Rab ember fiai (1979) – Szitáry Kristóf
- Családi kör (1980)
- Vuk 1-4. (1980, rajzfilmsorozat) – Mesélő (hang)
- Cid (1981) – Don Gomez
- A nyomozás (1982)
- Fürkész történetei 1-11. (1983)
- Ha az igazságra esküdtél (1983)
- Jégapó (1983) – Nagyerős
- Mint oldott kéve 1-7. (1983)
- Szent Kristóf kápolnája (1983) – TSZ. Elnök
- Oedipus Kolonosban (1983) – Kreon
- Tériszony (1984) – Solti
- Zenés TV Színház: A garabonciás (1983) – Drághy Péter
- T.I.R. (1984) (1987-es magyar szinkron)
- Széchenyi napjai 1-6. (1985) – Simonyi
- Linda II. (1986) – Apróhirdetésre jelentkező férfi, Klárika lakásán
- Zsarumeló (1987) – Tisza őrnagy
- A fészek melege (1987) – Fülöp Géza főmérnök
- Holnapra a világ (1990)
- Frici, a vállalkozó szellem (1992)[11] – Doktor
- Alfa (1993)
- A titkos háború (2002)

### Szinkron
| Filmek | Filmek                                                           | Filmek                                        | Filmek                | Filmek      |
| Év     | Cím                                                              | Szereplő                                      | Színész               | Szinkron év |
| ------ | ---------------------------------------------------------------- | --------------------------------------------- | --------------------- | ----------- |
| 1936   | A könnyűlovasság                                                 | Campbell ezredes                              | Donald Crisp          | 1994        |
| 1936   | Téboly (1. magyar szinkron)                                      | Kerületi ügyész                               | Walter Abel           | 1967        |
| 1937   | Zola élete                                                       | N/A                                           | N/A                   | 1963        |
| 1938   | A művészbejáró                                                   | Lambertin professzor                          | Louis Jouvet          | 1975        |
| 1941   | A szerető két arca                                               | Dr. Gustaf Segert                             | Melvyn Douglas        | 1964        |
| 1943   | Akiért a harang szól                                             | Robert Jordan                                 | Gary Cooper           | 1969        |
| 1943   | Tovaris P                                                        | Ivan Lukyanov                                 | Nyikolaj Bogoljubov   | 1970        |
| 1944   | Szegények és gazdagok (1. magyar szinkron)                       | N/A                                           | N/A                   | 1963        |
| 1945   | Elbűvölve (1. magyar szinkron)                                   | John Ballantyne                               | Gregory Peck          | 1971        |
| 1946   | Az óra körbejár (1. magyar szinkron)                             | Charles Rankin professzor                     | Orson Welles          | 1965        |
| 1946   | Párbaj a napon                                                   | Jackson McCanles szenátor                     | Lionel Barrymore      | 1999        |
| 1947   | Hurrá, tavasz!                                                   | Arkagyij Mihalovics Gromov                    | Nyikolaj Cserkaszov   | 1987        |
| 1947   | Tökéletes alibi                                                  | N/A                                           | N/A                   | 1961        |
| 1948   | Anna Karenina (1. magyar szinkron)                               | Vronszkij gróf                                | Kieron Moore          | 1961        |
| 1948   | Macbeth                                                          | Macbeth                                       | Orson Welles          | 1964        |
| 1948   | Szent Johanna (1. magyar szinkron)                               | N/A                                           | N/A                   | 1978        |
| 1950   | Stromboli                                                        | Pap                                           | Renzo Cesana          | 1991        |
| 1950   | Szerelmi románc                                                  | Enrico Toselli                                | Rossano Brazzi        | 1967        |
| 1951   | A bátrak csapata (1. magyar szinkron)                            | ?                                             | ?                     | 1955        |
| 1951   | A Franchise-ügy                                                  | N/A                                           | N/A                   | 1964        |
| 1952   | A Kilimandzsáró hava                                             | Harry Street                                  | Gregory Peck          | 1971        |
| 1952   | Délidő (1. magyar szinkron)                                      | Will Kane rendőrbíró                          | Gary Cooper           | 1978        |
| 1953   | Julius Caesar (1. magyar szinkron)                               | Cinna                                         | William Cottrell      | 1961        |
| 1954   | A kulmi ökör                                                     | N/A                                           | N/A                   | 1955        |
| 1954   | Amikor utoljára láttam Párizst (1. magyar szinkron)              | James Ellswirth                               | Walter Pidgeon        | 1992        |
| 1954   | Angela                                                           | Steve                                         | Dennis O’Keefe        | 1978        |
| 1954   | Désirée                                                          | Jean-Baptiste Bernadotte                      | Michael Rennie        | 1973        |
| 1954   | Husz János                                                       | N/A                                           | N/A                   | 1956        |
| 1954   | Szegény szerelmesek krónikája (1. magyar szinkron)               | Mario Parigi                                  | Gabriele Tinti        | 1956        |
| 1955   | A Rumjancev-ügy (1. magyar szinkron)                             | Szergej Rumjancev                             | Alekszej Batalov      | 1956        |
| 1955   | Fehér toll                                                       | Lindsay ezredes                               | John Lund             | 1980        |
| 1955   | Othello                                                          | Cassio                                        | Vlagyimir Szоsаlszkij | 1956        |
| 1955   | Szökevények                                                      | Fogoly                                        | Alain Bouvette        | 1956        |
| 1955   | Veszélyes üdvözlőlap                                             | ?                                             | ?                     | 1966        |
| 1956   | 80 nap alatt a Föld körül (2. magyar szinkron)                   | Monsieur Gasse                                | Charles Boyer         | 1989        |
| 1956   | A költő                                                          | Nikolai Tarasov                               | Szergej Dvoreckij     | 1957        |
| 1956   | A negyvenegyedik (1. magyar szinkron)                            | Fehérgárdista                                 | Oleg Sztrizsenov      | 1957        |
| 1956   | Halhatatlan garnizon                                             | N/A                                           | N/A                   | 1957        |
| 1957   | Felvonó a vérpadra                                               | Horst Bencker                                 | Iván Petrovich        | 1993        |
| 1957   | Szállnak a darvak                                                | Borisz                                        | Alekszej Batalov      | 1958        |
| 1957   | Szent Johanna                                                    | Dunois, Orléans-i fattyú                      | Richard Todd          | 1959        |
| 1957   | Szerencselovag                                                   | Peter Harmsen                                 | Paul Klinger          | 1963        |
| 1957   | Véres trón                                                       | Vasizu Taketoki                               | Mifune Tosiró         | 1975        |
| 1958   | A gyémánt áldozatai                                              | Milo March                                    | Jack Palance          | 1968        |
| 1958   | Emilia Galotti                                                   | N/A                                           | N/A                   | 1959        |
| 1958   | Én és az ezredes                                                 | Tadeusz Prokoszny ezredes                     | Curd Jürgens          | 1981        |
| 1958   | Feltámadás                                                       | Schönbock                                     | Antonio Cifariello    | 1961        |
| 1958   | Golgota-trilógia 1.: Nővérek                                     | Roscsin                                       | Nyikolaj Gricenko     | 1958        |
| 1958   | Rendszáma H-8                                                    | Rudolf Knez                                   | Marijan Lovrić        | 1959        |
| 1959   | Ármány és szerelem                                               | Ferdinánd, a fia                              | Otto Mellies          | 1960        |
| 1959   | Az édes élet                                                     | Robert                                        | Lex Barker            | 1972        |
| 1959   | Az el nem küldött levél (1. magyar szinkron)                     | Szergej                                       | Jevgenyij Urbanszkij  | 1961        |
| 1959   | Ballada a katonáról                                              | Vászja, a hadirokkant                         | Jevgenyij Urbanszkij  | 1960        |
| 1959   | Búcsú a felhőktől                                                | Peter van Houten                              | O. W. Fischer         | 1965        |
| 1959   | Fehérnemű-hadművelet                                             | Matt T. Sherman parancsnok                    | Cary Grant            | 1979        |
| 1959   | Kémek éjszakája (1. magyar szinkron)                             | Lui                                           | Robert Hossein        | 1965        |
| 1959   | Különös találkozás (1. magyar szinkron)                          | Antoine Rougier                               | Serge Reggiani        | 1961        |
| 1959   | Napkelte előtt                                                   | Berzenyev                                     | Vszevolod Szafonov    | 1960        |
| 1959   | Salamon és Sába királynője (1. magyar szinkron)                  | N/A                                           | N/A                   | 2004        |
| 1959   | Túl fiatal a szerelemre                                          | Teremőr                                       | N/A                   | 1962        |
| 1959   | Túl fiatal a szerelemre                                          | szöveg felolvasó                              | –                     | 1962        |
| 1960   | A bérgyilkos (1. magyar szinkron)                                | Riccardo                                      | Sergio Fantoni        | 1963        |
| 1960   | A hosszú, az alacsony és a magas                                 | Mitchem őrmester                              | Richard Todd          | 1968        |
| 1960   | A matador                                                        | Benito Mesci tábornok                         | Fosco Giachetti       | 2000        |
| 1960   | A nagy olimpia                                                   | N/A                                           | N/A                   | 1962        |
| 1960   | Az énekesnő hazatér                                              | Iorgu Hartulari                               | Victor Rebengiuc      | 1961        |
| 1960   | Bátortalan szerelem                                              | Nyikolaj                                      | Ivan Szavkin          | 1963        |
| 1960   | Feltámadás                                                       | Szimonszon                                    | Vlagyimir Guszev      | 1962        |
| 1960   | Kenyér és rózsák                                                 | Yvuzhkin                                      | Pavel Kadocsnyikov    | 1961        |
| 1960   | Menekülés a pokolból                                             | N/A                                           | N/A                   | 1961        |
| 1960   | Normandia-Nyeman                                                 | Zikov hadnagy                                 | Vlagyimir Guszev      | 1960        |
| 1960   | Orkán                                                            | Ion Oprea hadnagy                             | Victor Rebengiuc      | 1960        |
| 1960   | Seiler utca 8.                                                   | Herr Bristel                                  | Horst Schön           | 1961        |
| 1960   | Van, aki hidegen szereti                                         | N/A                                           | N/A                   | 1990        |
| 1961   | A 13-ára virradó éjszaka                                         | Andrej Panov őrnagy                           | Koszta Conev          | 1963        |
| 1961   | A mi édesanyánk                                                  | Porohin                                       | Valentyin Zubkov      | 1961        |
| 1961   | A szép amerikai                                                  | N/A                                           | N/A                   | 1962        |
| 1961   | Aladdin csodái                                                   | Dzsinn                                        | Vittorio De Sica      | 1990        |
| 1961   | Antigoné                                                         | Haimón                                        | Níkosz Kazísz         | 1967        |
| 1961   | El Cid (1. magyar szinkron)                                      | Gormaz gróf                                   | Andrew Cruickshank    | 1986        |
| 1961   | Fiatalok voltunk                                                 | Mladen                                        | Georgi Georgiev-Getz  | 1962        |
| 1961   | Fracasse kapitány                                                | Philippe de Sigognac báró (Fracasse kapitány) | Jean Marais           | 1972        |
| 1961   | Két élet                                                         | Nyikolaj Ignatyev                             | Lev Poljakov          | 1961        |
| 1961   | Ki volt Dr. Sorge?                                               | Serge de Branowsky                            | Jacques Berthier      | 1965        |
| 1961   | Meglepetés a cirkuszban                                          | Andrej                                        | Eduard Bredun         | 1962        |
| 1961   | Párbaj                                                           | Lajevszkij                                    | Oleg Sztrizsenov      | 1963        |
| 1961   | Tiszta égbolt (1. magyar szinkron)                               | Alekszej Alekszandrovics Asztahov             | Jevgenyij Urbanszkij  | 1961        |
| 1961   | Törvény, kegyelem nélkül                                         | Mirko                                         | Mel Ferrer            | 1975        |
| 1962   | Az orvos felesége                                                | George                                        | Chris Avram           | 1963        |
| 1962   | Az ördög és a tízparancsolat                                     | Paulo                                         | Roger Nicolas         | 1991        |
| 1962   | Cselszövők gyűrűjében                                            | Tudor Vladimirescu                            | Emanoil Petrut        | 1965        |
| 1962   | Dohány                                                           | Boris Morev                                   | Jordan Matev          | 1964        |
| 1962   | Harmadik félidő                                                  | Szokolovszkij, középcsatár                    | Jurij Volkov          | 1963        |
| 1962   | Huszárkisasszony                                                 | Tábornok                                      | Gennagyij Jugyin      | 1963        |
| 1962   | Nápoly négy napja                                                | Salvatore                                     | Frank Wolff           | 1964        |
| 1962   | Szása                                                            | Spanac                                        | Rade Marković         | 1963        |
| 1962   | Szombat esti tánc                                                | Anders hadnagy                                | Kurt Conradi          | 1962        |
| 1962   | Tekints embernek                                                 | Philip Bellamy                                | Donald Sinden         | 1967        |
| 1962   | Üvöltő szelek                                                    | Heathcliff                                    | Keith Michell         | 1966        |
| 1963   | Amíg az ember él                                                 | Sirokov mérnök                                | Vlagyimir Zamanszkij  | 1964        |
| 1963   | Csend                                                            | Konsztantyin Korabelnyikov                    | Georgij Martinyuk     | 1964        |
| 1963   | Don Carlos                                                       | Posa márki                                    | Karl Michael Vogler   | 1967        |
| 1963   | Germinal                                                         | Étienne Lantier                               | Jean Sorel            | 1963        |
| 1963   | Három nővér                                                      | Tuzenbach                                     | Kenneth Griffith      | 1967        |
| 1964   | A katona apja                                                    | N/A                                           | N/A                   | 1965        |
| 1964   | A kém nyomában                                                   | Janusz Giedrowski                             | Stanisław Niwiński    | 1964        |
| 1964   | A királyért és a hazáért                                         | Webb hadnagy                                  | Barry Foster          | 1965        |
| 1964   | Hamlet                                                           | Fortinbras, norvég herceg                     | Aadu Krevald          | 1964        |
| 1964   | Volt egy ilyen legény (2. magyar szinkron)                       | N/A                                           | N/A                   | 1979        |
| 1965   | A domb                                                           | Joe Roberts                                   | Sean Connery          | 1966        |
| 1965   | A főkomornyik                                                    | Ventoux doktor / A Macska                     | Paul Hubschmid        | 1974        |
| 1965   | Bolondok hajója (1. magyar szinkron)                             | Pepe                                          | José Greco            | 1969        |
| 1965   | Én és a 40 éves férfiak                                          | Jean-Marc Oesterlin                           | Paul Hubschmid        | 1971        |
| 1965   | Pokoli találmány                                                 | Williams tábornok                             | Dana Andrews          | 1983        |
| 1965   | Segítség! Gyilkos!                                               | Cesarino                                      | Cesare Gelli          | 1967        |
| 1966   | Bolondok részvénytársasága                                       | Kasabis                                       | Maurice Kaufmann      | 1969        |
| 1966   | El Greco                                                         | N/A                                           | N/A                   | 2004        |
| 1966   | Lövés                                                            | Szilvio                                       | Mihail Kozakov        | 1968        |
| 1966   | Rendkívüli megbízatás                                            | Kamo                                          | Gurgen Tonunc         | 1967        |
| 1966   | Schach von Wuthenow kapitány története                           | Schach von Wuthenow kapitány                  | Karl Michael Vogler   | 1968        |
| 1967   | A hét Cervi fivér (1. magyar szinkron)                           | N/A                                           | N/A                   | 1968        |
| 1967   | A kés                                                            | N/A                                           | N/A                   | 1968        |
| 1967   | Anna Karenina                                                    | Sztyiva Oblonszkij                            | Jurij Jakovlev        | 1968        |
| 1967   | Három topolyafa                                                  | N/A                                           | N/A                   | 1969        |
| 1967   | Nemsokára itt a tavasz                                           | Bidzina                                       | Tyengiz Arcsvadze     | 1969        |
| 1967   | Tanár úrnak szeretettel (1. magyar szinkron)                     | Mark Thackeray                                | Sidney Poitier        | 1969        |
| 1967   | Trójában nem lesz háború                                         | Odüsszeusz                                    | Michel Etcheverry     | 1969        |
| 1968   | A 24-25-ös nem tér vissza                                        | Purvytis                                      | Gunars Cilinskis      | 1969        |
| 1968   | A Karamazov testvérek (1. magyar szinkron)                       | Dimitrij                                      | Mihail Uljanov        | 1969        |
| 1968   | Az ügyész                                                        | Prokurorat Miladin Voynov                     | Georgi Georgiev-Getz  | 1990        |
| 1968   | Caroline, drágám                                                 | N/A                                           | N/A                   | 1978        |
| 1968   | Emberi torpedó                                                   | Narrátor                                      | Nakadai Tacuja        | 1978        |
| 1968   | Funny Girl                                                       | Tom Branca                                    | Gerald Mohr           | 1979        |
| 1968   | Harc Rómáért                                                     | Teja                                          | Emanoil Petrut        | 1969        |
| 1968   | Isadora (1. magyar szinkron)                                     | Singer                                        | Jason Robards         | 1977        |
| 1968   | Két csengetés között                                             | Ilja Szemenovics Melnikov, történelem tanár   | Vjacseszlav Tyihonov  | 1969        |
| 1968   | Két mamám és két papám van                                       | Első apa                                      | Relja Bašić           | 1969        |
| 1968   | Lány a pisztollyal (1. magyar szinkron)                          | Dr. Tom Osborne                               | Stanley Baker         | 1970        |
| 1968   | Modern Monte Cristo (1. magyar szinkron)                         | Villefort                                     | Michel Auclair        | 1969        |
| 1968   | Petulia (2. magyar szinkron)                                     | Archie                                        | George C. Scott       | 1978        |
| 1969   | A nagy bankrablás (1. magyar szinkron)                           | Ranger Ben Quick                              | Clint Walker          | 1979        |
| 1969   | Akik csizmában halnak meg (1. magyar szinkron)                   | Sharp                                         | Enzo Fiermonte        | 1990        |
| 1969   | Bonivur szíve                                                    | Borisz Ljubanszkij                            | Viktor Korsunov       | 1971        |
| 1969   | Cigánycsárda                                                     | Jaime                                         | Eduardo Fajardo       | 1989        |
| 1969   | Ha kedd van, akkor ez Belgium (1. magyar szinkron)               | George                                        | Frank Latimore        | 1970        |
| 1969   | Hans Beimler elvtárs 1-4.                                        | Richard                                       | Jürgen Frohriep       | 1971        |
| 1969   | Jó fiúk, rossz fiúk                                              | Flagg                                         | Robert Mitchum        | 1986        |
| 1969   | Megegyezés                                                       | Eddie                                         | Kirk Douglas          | 1980        |
| 1969   | Nemo kapitány és a víz alatti város                              | Robert Fraser szenátor                        | Chuck Connors         | 1973        |
| 1970   | A fül                                                            | Miniszter                                     | Lubor Tokoš           | 1991        |
| 1970   | A gyilkos a házban van                                           | Tímár százados                                | Stanisław Mikulski    | 1970        |
| 1970   | A szél dühe                                                      | Don Lucas                                     | William Layton        | 1989        |
| 1970   | Airport (1. magyar szinkron)                                     | Anson Harris kapitány                         | Barry Nelson          | 1985        |
| 1970   | Az ügyvéd (1. magyar szinkron)                                   | Jack Harrison                                 | Robert Colbert        | 1972        |
| 1970   | Chisum                                                           | James Pepper                                  | Ben Johnson           | 1993        |
| 1970   | Halálos tévedés                                                  | Chris Howard                                  | Armin Mueller-Stahl   | 1970        |
| 1970   | Kelepce                                                          | N/A                                           | N/A                   | 1971        |
| 1970   | Lear király                                                      | Edmund                                        | Regimantas Adomaitis  | 1971        |
| 1970   | Szerelmesek és más idegenek                                      | Hal Henderson                                 | Gig Young             | 1982        |
| 1970   | Sztrogoff Mihály                                                 | N/A                                           | N/A                   | 1972        |
| 1970   | Zabriskie Point                                                  | Lee Allen                                     | Rod Taylor            | 1982        |
| 1971   | A betörés (1. magyar szinkron)                                   | Malloch, a biztosító képviselője              | Steve Eckhardt        | 1979        |
| 1971   | A víz alatti város (1. magyar szinkron)                          | Barton                                        | Paul Stewart          | 1990        |
| 1971   | Minden lében két kanál – 5. rész: Vezércsel (3. magyar szinkron) | Lanning Koestler                              | John Phillips         | 1997        |
| 1971   | Piszkos Harry 1.: Piszkos Harry (1. magyar szinkron)             | Bannerman bíró                                | William Paterson      | 1993        |
| 1971   | Pisztolypárbaj (1. magyar szinkron)                              | Francisco Alvarez                             | Raf Vallone           | 1978        |
| 1971   | Sacco és Vanzetti                                                | Giuseppe Andrower konzul                      | Sergio Fantoni        | 1972        |
| 1971   | Vásárra viszem a bőröd (1. magyar szinkron)                      | N/A                                           | N/A                   | 1985        |
| 1972   | A jelölt                                                         | Neil Atkinson                                 | Joe Miksak            | 1983        |
| 1972   | Bűvöletben                                                       | Karol                                         | Stanisław Mikulski    | 1974        |
| 1972   | Csendesek a hajnalok                                             | Zsenya apja                                   | N/A                   | 1973        |
| 1972   | Halál a stúdióban                                                | Intendáns                                     | Karl-Albert Bock      | 1985        |
| 1972   | Játszd újra, Sam! (1. magyar szinkron)                           | Victor Laszlo (Casablanca)                    | Paul Henreid          | 1974        |
| 1972   | Proncsatov mérnök                                                | Grigorij Visnyakov                            | Jurij Kajurov         | 1975        |
| 1972   | Saint Tropezba költöztünk (1. magyar szinkron)                   | Saint-Tropez polgármester-helyettese          | Bernard Lavalette     | 1973        |
| 1972   | Téboly (2. magyar szinkron)                                      | Férfi a bárban                                | Noel Johnson          | 1998        |
| 1973   | A baleset                                                        | Lukic                                         | Ljuba Tadić           | 1975        |
| 1973   | A cement                                                         | Gleb Csumalov                                 | Roman Gromadszkij     | 1976        |
| 1973   | A rejtelmes sziget (3. magyar szinkron)                          | Cyrus Smith                                   | Gérard Tichy          | 1989        |
| 1973   | A zalamea-i bíró                                                 | Pedro Crespo, Zalamea bírája                  | Francisco Rabal       | 1978        |
| 1973   | Gawain és a Zöld lovag                                           | Zöld lovag                                    | Nigel Green           | 1976        |
| 1973   | Ilyenek voltunk                                                  | George Bissinger                              | Patrick O’Neal        | 1978        |
| 1973   | Meghívó szombat délutánra                                        | N/A                                           | N/A                   | 1982        |
| 1973   | Pat Garrett és Billy, a kölyök (1. magyar szinkron)              | Lew Wallace kormányzó                         | Jason Robards         | 1991        |
| 1974   | A marseille-i szerződés (2. magyar szinkron)                     | Jacques Brizard                               | James Mason           | 1998        |
| 1974   | Pénzt vagy életet! (1. magyar szinkron)                          | Alex Brunel kapitány                          | Omar Sharif           | 1976        |
| 1974   | Pokoli torony                                                    | James Duncan                                  | William Holden        | 1989        |
| 1974   | Tengerészakadémia                                                | N/A                                           | N/A                   | 1989        |
| 1974   | Váltságdíj                                                       | Az egyik túszejtő                             | N/A                   | 1982        |
| 1975   | A hazáért harcoltak                                              | Nikolaj Sztrelcov                             | Vjacseszlav Tyihonov  | 1981        |
| 1975   | Derszu Uzala                                                     | Vlagyimir Arszenyev kapitány                  | Jurij Szolomin        | 1977        |
| 1975   | Földi szerelem                                                   | Zahar Gyarjugin                               | Jevgenyij Matvejev    | 1976        |
| 1975   | Sherlock Holmes legkedvesebb fivérének kalandjai                 | Sherlock Holmes                               | Douglas Wilmer        | 1977        |
| 1976   | Küklopsz                                                         | N/A                                           | N/A                   | 1978        |
| 1976   | O. márkiné                                                       | N/A                                           | N/A                   | 2006        |
| 1977   | Airport ’77 (1. magyar szinkron)                                 | Stan Buchek                                   | Darren McGavin        | 1986        |
| 1977   | Arany idők, finom emberek                                        | Eulenburg                                     | Otto Mellies          | 1978        |
| 1977   | Az exfeleség                                                     | Louis                                         | Jean-Pierre Darras    | 1981        |
| 1977   | Bátor kapitányok                                                 | Manuel                                        | Ricardo Montalban     | 1987        |
| 1977   | Dialógus                                                         | Alekszandr Alekszandrovics Jersov             | Vjacseszlav Tyihonov  | 1980        |
| 1977   | Goodbye és ámen                                                  | Amerikai nagykövet                            | John Forsythe         | 1978        |
| 1977   | Kaszkadőrök                                                      | Earl O’Brien                                  | Malachi Throne        | 1978        |
| 1977   | Lángoló sivatag                                                  | Mr. Mann                                      | William Berger        | 1979        |
| 1977   | Pasziánsz                                                        | Frantisek Dolezsal őrnagy                     | Radovan Lukavský      | 1979        |
| 1978   | A félhold árnyékában                                             | Köpurli Abdullah Pasa                         | Ovak Galojan          | 1980        |
| 1978   | A görög mágnás                                                   | Spyros Tomasis                                | Raf Vallone           | 1995        |
| 1978   | A mások pénze                                                    | N/A                                           | N/A                   | 1986        |
| 1978   | A nagy Fox                                                       | N/A                                           | N/A                   | 1990        |
| 1978   | A rendőrség száma 110 – VIII/4. rész: Kettős játék               | Heinz Caster                                  | Otto Mellies          | 1982        |
| 1978   | Üzenet az űrből                                                  | Garuda tábornok                               | Vic Morrow            | 1981        |
| 1979   | Apokalipszis most (2. magyar szinkron)                           | N/A                                           | N/A                   | 2003        |
| 1979   | Erőd az őserdőben                                                | Jean Challot                                  | Leonyid Bronyevoj     | 1981        |
| 1979   | Julius Caesar                                                    | Marcus Antonius                               | Keith Michell         | 1980        |
| 1979   | Kramer kontra Kramer (1. magyar szinkron)                        | Jim O’Connor                                  | George Coe            | 1981        |
| 1979   | Meteor (1. magyar szinkron)                                      | Dr. Paul Bradley                              | Sean Connery          | 1991        |
| 1980   | A hétszáz éves titok                                             | Szavigni                                      | Emmanuil Vitorgan     | 1981        |
| 1980   | A vadnyugat boszorkái (1. magyar szinkron)                       | Bill Doolin                                   | Burt Lancaster        | 1996        |
| 1980   | Az árnyéklovas                                                   | Shingen Takeda                                | Nakadai Tacuja        | 1996        |
| 1980   | Három év                                                         | Grigorij Panaurov                             | Jurij Jakovlev        | 1984        |
| 1980   | Három fölösleges férfi                                           | Chocard felügyelő                             | Jean-Pierre Darras    | 1990        |
| 1980   | Ki énekel ott?                                                   | N/A                                           | N/A                   | 1997        |
| 1981   | Az elnök éjszakája                                               | Szuhorukov                                    | Mihail Gluzszkij      | 1982        |
| 1981   | Összeesküvők                                                     | Ashley                                        | Richard Burton        | 1992        |
| 1982   | Danton                                                           | Fouquier-Tinville, a bíró                     | Roger Planchon        | 1992        |
| 1982   | Gandhi                                                           | G.O.C.                                        | Bernard Hepton        | 1984        |
| 1982   | Gandhi                                                           | Edgar tábornok                                | Bernard Horsfall      | 1984        |
| 1982   | Sok pénznél jobb a több                                          | Bankigazgató                                  | François Perrot       | 1984        |
| 1982   | Úgy mint Lyonban                                                 | Miller felügyelő                              | Bruno Cremer          | 1985        |
| 1983   | A törvény ökle                                                   | Benjamin Caulfield bíró                       | Hal Holbrook          | 1995        |
| 1983   | Diótörő                                                          | Önmaga, narrátor                              | Lorne Greene          | 1986        |
| 1983   | János király                                                     | Hubert de Burgh                               | John Thaw             | 1988        |
| 1983   | Krimileckék – 8. rész                                            | Foley                                         | Günther Ungeheuer     | 1986        |
| 1983   | Porunk hőse                                                      | Felix Happer                                  | Burt Lancaster        | 1997        |
| 1984   | A sas a nyerő                                                    | N/A                                           | N/A                   | 1988        |
| 1984   | A rendőrség száma 110 – XIV/5. rész: Kinn a tengeren             | Jürgen Hübner főhadnagy                       | Jürgen Frohriep       | 1988        |
| 1984   | Végzetes látomás (1. magyar szinkron)                            | N/A                                           | N/A                   | 1988        |
| 1985   | A Nílus gyöngye                                                  | Omar                                          | Szpírosz Fokász       | 1988        |
| 1985   | Aki egyszer hazudik                                              | Trimmel                                       | Gerd Kunath           | 1988        |
| 1985   | Leopárd Kommandó                                                 | Julio atya                                    | Manfred Lehmann       | 1986        |
| 1986   | A rózsa neve (1. magyar szinkron)                                | Severinus                                     | Elya Baskin           | 1991        |
| 1986   | Delta kommandó (2. magyar szinkron)                              | Nick Alexander ezredes                        | Lee Marvin            | 1997        |
| 1986   | Érints meg és menj!                                              | Tony Montana (A sebhelyesarcú című filmben)   | Al Pacino             | 1988        |
| 1986   | Hotel du Lac                                                     | David Simmonds                                | Barry Foster          | 1988        |
| 1986   | Sasok repülése                                                   | Ross Perot                                    | Richard Crenna        | 1994        |
| 1987   | Call girl ötszázért                                              | Francis MacMillan                             | Robert Webber         | 1989        |
| 1987   | Jó reggelt, Vietnam!                                             | Taylor tábornok                               | Noble Willingham      | 1989        |
| 1987   | A rendőrség száma 110 – XVII/8. rész: Búcsúdal Lindának          | Jürgen Hübner főhadnagy                       | Jürgen Frohriep       | 1990        |
| 1987   | Kockán nyert szerelem                                            | Sir Giles Staverley                           | Christopher Plummer   | 1992        |
| 1987   | Szeptember                                                       | Mr. Raines                                    | Ira Wheeler           | 2001        |
| 1987   | Törvénytelen ország                                              | Elnök                                         | Walter Kliche         | 1990        |
| 1988   | Fehér szellem                                                    | Stafford tábornok                             | Joe Stewardson        | 1989        |
| 1988   | Golfőrültek 2.                                                   | Chandler Young                                | Robert Stack          | 1993        |
| 1988   | Gyilkossá válni                                                  | Mel                                           | David Schroeder       | 1992        |
| 1988   | Münchausen báró kalandjai (1. magyar szinkron)                   | A török szultán                               | Peter Jeffrey         | 1991        |
| 1988   | Ne ébreszd fel az alvó zsarut! (2. magyar szinkron)              | Cazalieres                                    | Raymond Gérôme        | 1997        |
| 1988   | Purgatórium                                                      | Bledsoe                                       | Hal Orlandini         | 1989        |
| 1989   | A forradalom nyara                                               | N/A                                           | N/A                   | 1989        |
| 1989   | A kincses sziget (2. magyar szinkron)                            | Blind Pew                                     | Christopher Lee       | 2000        |
| 1989   | Bangkok Hilton 1-3.                                              | Hal Stanton                                   | Denholm Elliott       | 1992        |
| 1989   | Egy asszony meg a lánya                                          | Giovanni                                      | Robert Loggia         | 1995        |
| 1989   | Szuvenír                                                         | Ernst Kestner                                 | Christopher Plummer   | 1993        |
| 1990   | A keresztapa III. (1. magyar szinkron)                           | Johnny Fontane                                | Al Martino            | 1991        |
| 1990   | Bombaveszély                                                     | Condor                                        | Darren McGavin        | 1996        |
| 1990   | Elit kommandó (1. magyar szinkron)                               | Warren Stinson                                | Ira Wheeler           | 1990        |
| 1990   | Farkasokkal táncoló (1. magyar szinkron)                         | Dunbart vizsgáló orvos #1                     | N/A                   | 1991        |
| 1990   | Gyémántrablók a szerelemhajón                                    | Merrill Stubing kapitány                      | Gavin MacLeod         | 1991        |
| 1990   | Oroszország-ház                                                  | Jurij, orosz kiadó                            | Georgij Andzsaparidze | 1992        |
| 1991   | Cape Fear – A rettegés foka                                      | Claude Kersek                                 | Joe Don Baker         | 1992        |
| 1991   | Kafka                                                            | Főtisztviselő                                 | Alec Guinness         | 2004        |
| 1991   | Kétszínű igazság                                                 | Stiles szenátor                               | Richard Widmark       | 1993        |
| 1991   | Orvos vagy hóhér?                                                | Joe Porter nyomozó                            | J. C. Quinn           | 1992        |
| 1991   | Testvérharc (2. magyar szinkron)                                 | Warren                                        | Ed Flanders           | 2004        |
| 1992   | A dzsentlemanus (1. magyar szinkron)                             | Olaf Andersen                                 | Joe Don Baker         | 1994        |
| 1992   | A hülyénél is hülyébb                                            | Mr. Henderson                                 | Robert Mandan         | 1996        |
| 1992   | Keleti fény (1. magyar szinkron)                                 | N/A                                           | N/A                   | 1994        |
| 1993   | Balkán! Balkán!                                                  | N/A                                           | N/A                   | 1994        |
| 1993   | Idegen a tükörben                                                | Clifton Lawrence                              | Christopher Plummer   | 1995        |
| 1993   | Jöttünk, láttunk, visszamennénk                                  | Edouard Bernay                                | Michel Peyrelon       | 1993        |
| 1993   | Lelkük rajta                                                     | Mitchell                                      | Robert Parnell        | 1994        |
| 1994   | Jákob                                                            | N/A                                           | N/A                   | 1996        |
| 1994   | Jó zsaru, rossz zsaru (1. magyar szinkron)                       | David Stiles polgármester                     | Charles Napier        | 1995        |
| 1995   | A kolónia                                                        | Philip Denig                                  | Hal Linden            | 1996        |
| 1995   | A látszat öl (1. magyar szinkron)                                | ?                                             | ?                     | 1996        |
| 1995   | A rettenthetetlen                                                | Argyle Wallace                                | Brian Cox             | 1996        |
| 1995   | A skarlát betű                                                   | Horace Stonehall                              | Robert Prosky         | 1996        |
| 1995   | Az angol, aki dombra ment fel és hegyről jött le                 | Garrod                                        | Ian McNeice           | 1996        |
| 1995   | Egy vaskezű diktátor                                             | Benjamin Pavy bíró                            | Richard Bradford      | 1995        |
| 1995   | Értelem és érzelem                                               | Mr. Dashwood                                  | Tom Wilkinson         | 1996        |
| 1995   | Közönséges bűnözők (1. magyar szinkron)                          | Daniel Metzheiser                             | Ron Gilbert           | 1996        |
| 1995   | Ördöglakat (1. magyar szinkron)                                  | Jeremiah Cole                                 | James Coburn          | 1996        |
| 1995   | Showgirls                                                        | Mr. Karlman                                   | Al Ruscio             | 1996        |
| 1996   | 3000 röhejes filmodüsszeia                                       | Exeter (A Föld nevű sziget című filmben)      | Jeff Morrow           | 1997        |
| 1996   | A bátrak igazsága                                                | Gartner                                       | Scott Glenn           | 1997        |
| 1996   | A hó hatalma                                                     | Tork                                          | Richard Harris        | 1998        |
| 1996   | A szikla                                                         | Igazságügyminiszter                           | Philip Baker Hall     | 1997        |
| 1996   | Csodabogár                                                       | Dr. Wellin                                    | Richard Kiley         | 1997        |
| 1996   | Karácsonyi szerelem                                              | Gosling                                       | Bernard Behrens       | 1998        |
| 1996   | Képtelen képrablás                                               | Herbert Horn seriff                           | John Friesen          | 1996        |
| 1996   | Láncreakció                                                      | Lyman Earl Collier                            | Brian Cox             | 1997        |
| 1996   | Larry Flynt, a provokátor                                        | Scalia bíró                                   | Rand Hopkins          | 1997        |
| 1996   | Lopott szépség                                                   | Monsieur Guillaume                            | Jean Marais           | 1997        |
| 1996   | Mi vagyunk a törvény                                             | Wilfred Fransiscus                            | Christopher Plummer   | 1997        |
| 1996   | Mindhalálig                                                      | Dimitrij Kirov                                | David Hemblen         | 1997        |
| 1996   | Tűz a víz alá!                                                   | Admirális                                     | James Harper          | 1996        |
| 1996   | Tűzparancs                                                       | Charles White védelmi miniszter               | Len Cariou            | 1996        |
| 1996   | Végképp eltörölni                                                | Beller, WITSEC főnöke                         | James Coburn          | 1997        |
| 1997   | A boldogító nem                                                  | Morgan tiszteletes                            | Richard Woods         | 1998        |
| 1997   | Ál/Arc                                                           | Victor Lazarro                                | Harve Presnell        | 1998        |
| 1997   | Árnyék-összeesküvés                                              | Blackburn tábornok                            | Charles Cioffi        | 1998        |
| 1997   | Az ördög menyasszonyai                                           | Ignáciusz atya                                | Peter Fitz            | 1999        |
| 1997   | Féktelenül 2. – Teljes gőzzel                                    | Pollard kapitány                              | Bo Svenson            | 1997        |
| 1997   | Intim részek                                                     | Film-professzor                               | Richard Russell Ramos | 1998        |
| 1997   | Leo és Beo                                                       | Tanácsos, Angela apja                         | N/A                   | 1999        |
| 1997   | Titanic                                                          | Edward J. Smith kapitány                      | Bernard Hill          | 1997        |
| 1997   | Tűz a mélyben                                                    | Lloyd seriff                                  | Ed Bruce              | 1998        |
| 1998   | A szerelem hálójában                                             | Schuyler Fox                                  | John Randolph         | 1999        |
| 1998   | A velencei kurtizán                                              | A dózse                                       | Peter Eyre            | 1999        |
| 1998   | Atomcsapás                                                       | N/A                                           | N/A                   | 1999        |
| 1998   | Az áruló csókja                                                  | Rupert Hornbeck szenátor                      | Hal Holbrook          | 1998        |
| 1998   | Bosszúállók                                                      | Sir August de Wynter                          | Sean Connery          | 1999        |
| 1998   | Okostojás                                                        | Dr. Nelson Guggenheim                         | Brian Cox             | 2000        |
| 1998   | Torrente                                                         | Mendoza                                       | Espartaco Santoni     | 1999        |
| 1998   | Visszavágó                                                       | Justin Fairfax                                | James Coburn          | 1999        |
| 1998   | X-akták – Szállj harcba a jövő ellen                             | A Szindikátus tagja                           | Don S. Williams       | 1999        |
| 1999   | Fruska Gate                                                      | Henry Kissinger                               | Saul Rubinek          | 1999        |
| 1999   | Jeanne d’Arc – Az orléans-i szűz                                 | Bedford hercege                               | David Gant            | 2000        |
| 1999   | Magnólia                                                         | Earl Partridge                                | Jason Robards         | 2000        |
| 1999   | Üzenet a palackban                                               | Dodge Blake                                   | Paul Newman           | 2000        |
| 2000   | Dűne 1-3. (1. magyar szinkron)                                   | IV. Shaddam Corrino Padisah császár           | Giancarlo Giannini    | 2001        |
| 2000   | Halálnemek                                                       | Hivatali főnök                                | John Robert Thompson  | 2001        |
| 2000   | Tizenhárom nap – Az idegháború (1. magyar szinkron)              | Anatolij Dobrinyin                            | Elya Baskin           | 2004        |
| 2000   | X-Men                                                            | Kelly szenátor                                | Bruce Davison         | 2000        |
| 2001   | A majmok bolygója                                                | Karubi                                        | Kris Kristofferson    | 2001        |
| 2001   | A vágy csapdájában                                               | N/A                                           | N/A                   | 2003        |
| 2001   | Jane Doe                                                         | Phelps                                        | David Hemblen         | 2004        |
| 2001   | Szembesítés                                                      | Rádióbemondó (hang)                           | N/A                   | 2002        |
| 2002   | A csendes amerikai                                               | Thomas Fowler                                 | Michael Caine         | 2003        |
| 2002   | Ámen.                                                            | A Bíboros                                     | Michel Duchaussoy     | 2003        |
| 2002   | Bourne 1.: A Bourne-rejtély                                      | Abbott                                        | Brian Cox             | 2003        |
| 2002   | Különvélemény                                                    | Lamar Burgess Pre-Crimen igazgató             | Max von Sydow         | 2002        |
| 2002   | Max                                                              | Rádióbemondó (hang)                           | Robert Whitelock      | 2003        |
| 2002   | Star Trek X. – Nemezis                                           | Hiren prétor                                  | Alan Dale             | 2003        |
| 2002   | Vagány nők klubja                                                | Shepard James „Shep” Walker                   | James Garner          | 2003        |
| 2003   | Alien Hunter – Az idegenvadász                                   | Dr. John Bachman                              | Roy Dotrice           | 2003        |
| 2003   | Az ítélet                                                        | Pierre Brossard                               | Michael Caine         | 2005        |
| 2003   | Az oroszlán télen                                                | II. Henrik király                             | Patrick Stewart       | 2003        |
| 2003   | Túl nagy család                                                  | Mitchell Gromberg                             | Kirk Douglas          | 2003        |
| 2003   | X-Men 2.                                                         | Kelly szenátor                                | Bruce Davison         | 2003        |
| 2004   | Bourne 2.: A Bourne-csapda                                       | Abbott                                        | Brian Cox             | 2004        |
| 2004   | Hűségeskü                                                        | N/A                                           | N/A                   | 2004        |
| 2004   | Vinci                                                            | N/A                                           | N/A                   | 2006        |
| 2005   | Charlie és a csokigyár                                           | Mesélő (hang)                                 | Geoffrey Holder       | 2005        |
| 2006   | Ház a tónál                                                      | Simon Wyler                                   | Christopher Plummer   | 2006        |
| 2006   | Összekutyulva                                                    | Lance Strictland                              | Philip Baker Hall     | 2006        |
| 2009   | Dragonball: Evolúció                                             | Gohan nagypapa                                | Randall Duk Kim       | 2009        |

| Sorozatok | Sorozatok                                    | Sorozatok                      | Sorozatok              | Sorozatok   |
| Év        | Cím                                          | Szereplő                       | Színész                | Szinkron év |
| --------- | -------------------------------------------- | ------------------------------ | ---------------------- | ----------- |
| 1963      | Maigret felügyelő IV.                        | John Arnold                    | Alan MacNaughtan       | 1973        |
| 1967      | Star Trek I.                                 | Karidian                       | Arnold Moss            | 1997        |
| 1968      | Kockázat                                     | Kloss kapitány                 | Stanisław Mikulski     | 1969        |
| 1968      | Nana                                         | Vandeuvres                     | Donald Burton          | 1970        |
| 1969      | Michal úr kalandjai                          | N/A                            | N/A                    | 1971        |
| 1970-1983 | Tetthely                                     | Eugen Lutz felügyelő           | Werner Schumacher      | 1992-1993   |
| 1971      | Columbo I. (1. magyar szinkron)              | Frank Simpson                  | Don Ameche             | 1975        |
| 1973      | A tavasz tizenhét pillanata                  | Stirlitz                       | Vjacseszlav Tyihonov   | 1974        |
| 1973      | Az acélt megedzik                            | Fjodor Zsukraj                 | Konsztantin Sztepankov | 1975        |
| 1973      | Kojak I. (1. magyar szinkron)                | Alex Linden                    | Dabney Coleman         | 1977        |
| 1974      | Golgota 5-13.                                | Csugaj                         | Konsztantyin Grigorjev | 1978        |
| 1974      | Kojak II.                                    | Ike Watkins különleges ügynök  | Art Lund               | 1993        |
| 1976      | Rabszolgasors 1-15.                          | Andrade kapitány               | José María Monteiro    | 1986        |
| 1978-1980 | Meghökkentő mesék I-II. (2. magyar szinkron) | Roald Dahl                     | Roald Dahl             | 2005        |
| 1979-1984 | A rendőrség száma 110 IX-XIV.                | Jürgen Hübner főhadnagy        | Jürgen Frohriep        | 1988        |
| 1979-1984 | A rendőrség száma 110 IX-XIV.                | Jürgen Hübner főhadnagy        | Jürgen Frohriep        | 1985-1987   |
| 1980-1987 | Meghökkentő mesék III-IX.                    | Roald Dahl                     | Roald Dahl             | 2006        |
| 1982      | A Korall-sziget (1. magyar szinkron)         | Dewar kapitány                 | Ron Hackett            | 1987        |
| 1982      | A pármai kolostor 1-6.                       | Narrátor                       | N/A                    | 1985        |
| 1982      | Az amatőr természetbúvár                     | Előadó                         | Gerald Durrell         | 1987        |
| 1986-1990 | A Guldenburgok öröksége                      | Martin Johannes von Guldenburg | Karl-Heinz Vosgerau    | 1990-1993   |
| 1988      | Forrongó világ                               | „Pug” Henry                    | Robert Mitchum         | 1998        |
| 1989      | Hatalom és szenvedély                        | Dr. Andrew Edmonds             | Alan Cassel            | 1993        |
| 1990      | Csengetett, Mylord? II.                      | Stanley Baldwin                | Patrick Blackwell      | 1992        |
| 1992      | Az ifjú Indiana Jones kalandjai 1-16.        | A. Schweitzer                  | Friedrich von Thurn    | 1994        |
| 1992-1993 | Hegylakó I-II.                               | Charles Bagnot                 | Yan Brian              | 1997        |
| 1992-1993 | Hegylakó I-II.                               | John Bowers                    | James Smillie          | 1997        |
| 1996      | Hegylakó V.                                  | Dennis Tynan nyomozó           | Tim Henry              | 1998        |
| 1999      | Századvég 1-5.                               | Ludovico Rinaldi               | Sergio Fantoni         | 2005        |

| Rajzfilmek | Rajzfilmek                        | Rajzfilmek  | Rajzfilmek        | Rajzfilmek  |
| Év         | Cím                               | Szereplő    | Szinkronhang      | Szinkron év |
| ---------- | --------------------------------- | ----------- | ----------------- | ----------- |
| 1961       | Turpi úrfi (2. magyar szinkron)   | N/A         | N/A               | 1994        |
| 1978       | A Gyűrűk Ura (1. magyar szinkron) | Gandalf     | William Squire    | 1998        |
| 1982       | Pimpa I.                          | Armando     | Vittorio Di Prima | 1986        |
| 1996-1998  | Superman                          | Perry White | George Dzundza    | 1999-2000   |

## Rádió
- Vajda István: A füredi szívhalász (1955)
- Jiràsek, Alois: Husz és Zsiska (1956)
- Gárdonyi Géza: Egri csillagok
- Krisan Csandar: A szelek anyja (1958)
- Sőtér István: Budapesti látomás (1960)
- Gyárfás Endre: Egy pillanat gyümölcse (1961)
- Moravecz Imre: Egy trabant legendája (1962)
- Szemes Piroska: A házasság története (1963)
- Csehov, Anton Pavlovics: Platonov szerelmei (1964)
- William Shakespeare: II. Richárd (1964)
- Anton Pavlovics Csehov: Karácsony éjjelén (1966)
- Krúdy Gyula: Palotai álmok (1966)
- Balogh László: Fekete tó, fekete ég (1967)
- Vera Panova: Szállnak az évek (1967)
- Túri András-Magyar Vilma: Prágai János ezredes (1967)
- Fodor Mária: Délibáb (1970)
- Vaszil Bikov: A kruglányi híd (1971)
- Könyörgés a Naphoz: Grúz költészet (1972)
- Berza László: Reguly Antal (1974)
- Puskás Károly: Irodalmi séta Prágában (1975)
- Gyárfás Endre: Buddha (1977)
- Miguel Angel Asturias: A zöld pápa (1978)
- Tar Sándor: Hétköznapi történet (1986)

## Díjak, kitüntetések
- Jászai Mari-díj (1959, 1963)
- Érdemes művész (1984)
- Kossuth-díj (2000)
- Budapestért díj (2002)[29]
- Rákosmente díszpolgára (2007)[30]
- Bessenyei-díj (2012)
- II. kerület díszpolgára (2012)
- A Magyar Érdemrend középkeresztje (2013)[31]
- A Nemzet Színésze (2014)[32]